# Guido van den Bosch
Guido van den Bosch (13 de mayo de 1970) es un deportista neerlandés que compitió en tiro con arco, en la modalidad de arco compuesto. Ganó medalla de oro en el Campeonato Europeo de Tiro con Arco al Aire Libre de 2002, en la prueba por equipo.

## Palmarés internacional
| Campeonato Europeo al Aire Libre | Campeonato Europeo al Aire Libre | Campeonato Europeo al Aire Libre | Campeonato Europeo al Aire Libre |
| Año                              | Lugar                            | Medalla                          | Prueba                           |
| -------------------------------- | -------------------------------- | -------------------------------- | -------------------------------- |
| 2002                             | Oulu (Finlandia)                 | Medalla de oro                   | Equipo                           |